# Pat Smear
Pat Smear (pravo ime Georg Albert Ruthenberg), (Los Angeles, Kalifornija, 5. kolovoza 1959.) je američki glazbenik i gitarist.
Bio je član više rock sastava od kojih su najpoznatiji The Germs, Nirvana i Foo Fighters. Rođen je u Los Angelesu gdje je kao tinejdžer 1972. upoznao Darbyja Crasha i zajedno s njim osnovao punk rock sastav The Germs kojeg su još činili Lorna Doom (bas) i Dottie Danger (bubnjevi). Prvi album Germsa izdan je 1979. i naslovljen kao (GI). Sastav se raspao 1980. nakon samoubojstva Darbyja Crasha.
Smear je nakon Germsa kratko svirao u punk sastavu The Adolescents. Nakon suradnje s Ninom Hagen, započeo je samostalnu karijeru i izdao dva albuma: So You Fell In Love With A Musician i Ruthensmear. Primio je i ponudu Red Hot Chili Peppersa da zamijeni gitaristu Johna Frusciantea (koji je tada napustio RHCP), no Smear je ponudu odbio jer mu se nije sviđao funk kojeg su RHCP svirali.
1993. je nakon poznanstva s Courtney Love, udovicom Kurta Cobaina iz Nirvane, dobio ponudu da svira u Nirvani. Smear je ponudu prihvatio i postao Nirvanin član sve do Cobainova samoubojstva 1994.
Smear se nakon Nirvane pridružio Foo Fightersima čiji je osnivač, Dave Grohl, također bio član Nirvane. No Smear je na dodjeli MTV Video Music Awards-a javno obznanio da napušta Foo Fighters.
Nakon odlaska iz FF-a, Smear se prestao pojavljivati u javnosti i počeo je producirati albume nekih manje poznatih sastava.
2007. se ponovo pridružio Foo Fightersima, ali samo kao prateći član na turnejama.

## Diskografija

### Samostalno
- Ruthensmear (1988.)
- So You Fell In Love With A Musician (1992.)